# Saint-Pierre-Avez
Saint-Pierre-Avez är en kommun i departementet Hautes-Alpes i regionen Provence-Alpes-Côte d'Azur i sydöstra Frankrike. Kommunen ligger  i kantonen Ribiers som ligger i arrondissementet Gap. År 2022 hade Saint-Pierre-Avez 33 invånare.

## Befolkningsutveckling
Antalet invånare i kommunen Saint-Pierre-Avez
Referens:INSEE